# 孔多爾卡查山
15°15′39″S 72°10′14″W / 15.26083°S 72.17056°W
孔多爾卡查山（Condorcacha），是秘魯的山峰，位於該國南部阿雷基帕大區的卡斯蒂利亞省，屬於安第斯山脈的一部分，處於瓦伊利亞塔爾普納山東南面，海拔高度約5,200米。